# Saggio sulla critica
Saggio sulla critica (An Essay on Criticism) fu il primo importante poema del poeta e scrittore inglese Alexander Pope, scritto nel 1709 e pubblicato nel 1711.
Nonostante il titolo, il poema non è un'analisi critica ma una serie di opinioni di Pope sulla letteratura. La lettura del poema rende chiaro di come si rivolga al potenziale scrittore piuttosto che all'ingenuo lettore. L'opera è scritta in rima con versi distici eroici.
Il tema principale è il modo in cui gli scrittori ed i critici dovrebbero scrivere nella nuova era letteraria dei suoi contemporanei.

## Sommario
Il sommario che segue è tradotto dal lavoro di Walter Jackson Bate (vedi il collegamento esterno). Si tratta di un sommario dei temi e delle analisi. Le sue premesse ed i suoi scopi sono quelli della tradizione neoclassica.
I. Qualità necessarie al critico (1-200)
- A. Coscienza delle sue proprie limitazioni (46-67).
- B. Conoscenza della Natura e delle sue forme generali (68-87).

1. Definizione della Natura (70-79).
2. Necessità di saggezza e giudizio per concepirla (80-87).

- C. Imitazione degli Antichi Filosofi ed uso delle regole (88-200).

1. Valore della poesia e della critica classica come modelli (88-103).
2. Censura della imitazione servile e regole codificate (104-117).
3. Studio degli obiettivi generali e delle qualità degli Antichi (118-140).
4. Eccezione alle regole (141-168).

II. Leggi particolari per il critico (201-559)
- Digressione sull'umiltà (201-232)
- A. Considerare l'opera come un insieme unico (233-252).
- B. Cercare lo scopo dell'autore (253-266).
- C. Esempi di falsi critici che confondono la parte per il tutto (267-383).

1. Il pedante che dimentica il fine e giudica attraverso le regole (267-288).
2. Il critico che giudica soltanto per immagini e metafore (289-304).
3. I retorici che giudicano dalla pompa e dal colore della dizione (305-336).
4. I critici che giudicano solo dai versi (337-343).

- Digressione per esemplificare il "representative meter" (344-383)
- D. Necessità della tolleranza e distanza dalle mode e dagli umori personali (384-559).

1. Il critico alla moda: i culti fini a se stessi, dello straniero (398-405), del nuovo (406-423) e dell'esoterico (424-451).
2. Soggettività personale e sue conseguenze (452-559).

III. Il carattere ideale del critico (560-744)
- A. Qualità necessarie: integrità (562-565), modestia (566-571), tatto (572-577), coraggio (578-583).
- B. I loro opposti (584-630).
- C. Elogio conclusivo dei critici antichi come modelli (643-744).

L'intenzione di questo sommario è semplicemente chiarire gli argomenti topici discussi da Pope e non quello di analizzare argomentativamente il poema.